# Piscina Olímpica Mansiche
La Piscina Olímpica Mansiche se encuentra en la ciudad de Trujillo y es uno de los escenarios de los  XVII Juegos Bolivarianos Trujillo 2013 para el desarrollo de competencias de natación.
Las instalaciones de la piscina forman parte del Complejo Deportivo Mansiche y es un centro de natación en la ciudad de Trujillo. Cuenta con una piscina de precalentamiento construida para los Juegos Bolivarianos de 2013.

## Acontecimientos
- XVII Juegos Bolivarianos Trujillo 2013, en estos juegos las competencias natación se realizaron en la Piscina Mansiche. Anterior a su remodelación para los Juegos Bolivarianos 2013[5] la Piscina Mansiche fue escenario de campeonatos nacionales y nor regionales de natación.